# دونكان ماكميلان
دونكان ماكميلان هو سياسي كندي، ولد في 27 أغسطس 1887 في Norland, Ontario ‏ في كندا، وتوفي في 20 ديسمبر 1962 في إدمونتون في كندا. نشط حزبياً في حزب الائتمان الاجتماعي في ألبرتا ‏.